# 콜리어스

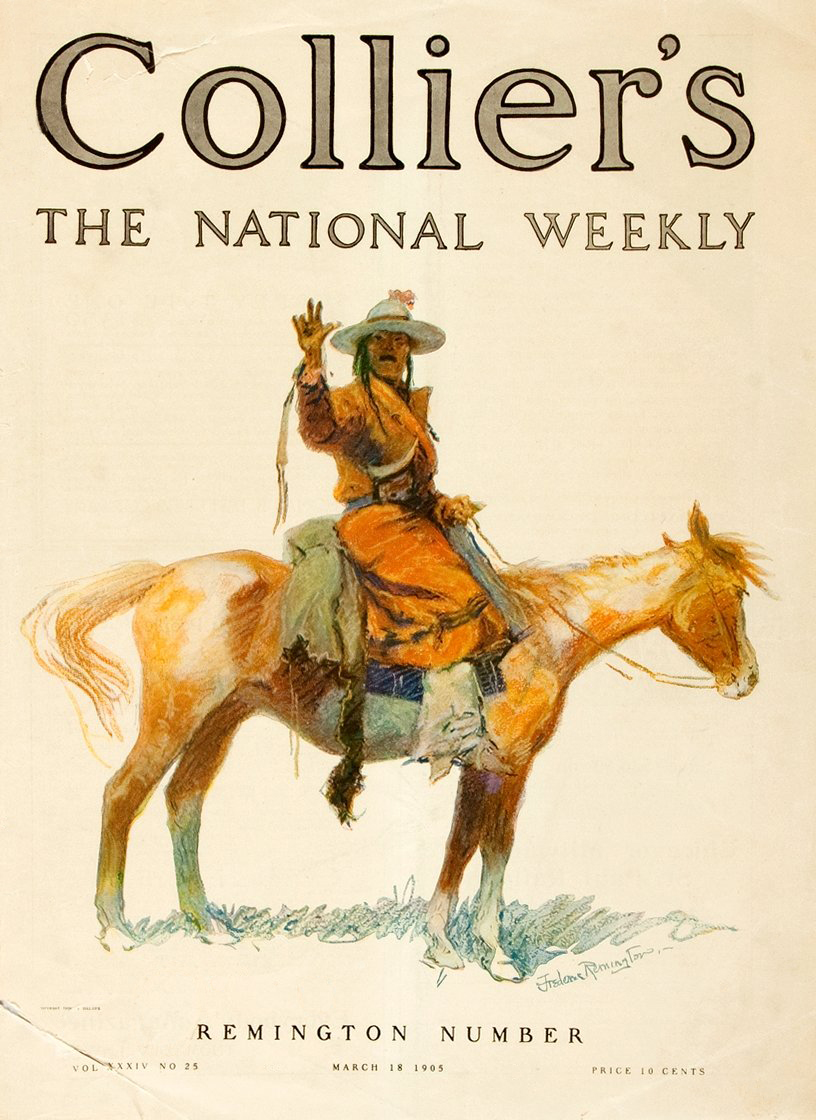
1905년 3월 18일호 콜리어스

콜리어스(Collier's)는  1888년 피터 페넬론 콜리어스에 의해 창간된 미국의 종합 관심 잡지였다.